# نمایشگاه بین‌المللی قزوین

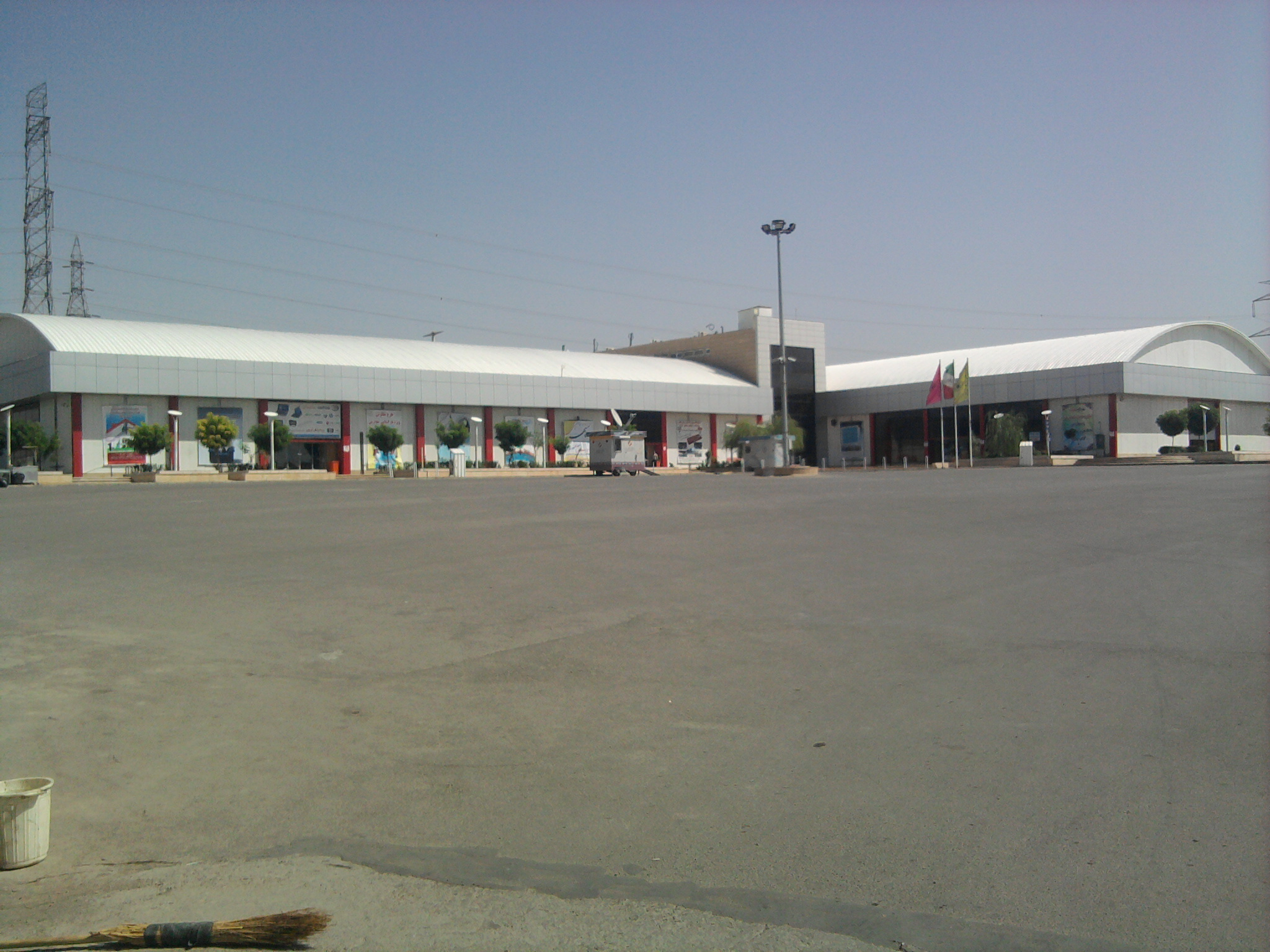
نمایشگاه بین‌المللی قزوین

شرکت نمایشگاه‌های بین‌المللی قزوین در سال ۱۳۷۸ در قالب یک شرکت سهامی خاص تأسیس گردید. این نمایشگاه ضمن دارا بودن استانداردهای بین‌المللی در سطوح مختلف در دو سالن سرپوشیده به مساحت ۳۶۰۰ متر مربع احداث شده‌است. نمایشگاه بین‌المللی قزوین هم‌اکنون دارای سالن کنفرانس، بیش از ۲۰۰۰ متر مربع فضای مفید نمایشگاهی، نمازخانه خواهران و برادران، اتاق رادیو و پارکینگ داخلی با ظرفیت ۱۰۰۰ خودرو است.

## زمینه‌های اصلی فعالیت
فعالیت اصلی این شرکت ایجاد تأسیسات و مراکز خاص برای برپایی نمایشگاه‌ها، عرضه محصولات و معرفی فراورده‌های صنعتی، بازرگانی، کشاورزی، معدنی ایرانی و خارجی در داخل و خارج از کشور است. همچنین این شرکت ضمن مشارکت به اشخاص حقیقی و حقوقی اقدام به برپایی نمایشگاه‌های تخصصی و فصلی می‌کند. واردات و صادرات کالا، اعزام هیئت تجاری و اداره غرفه‌های داخلی و خارجی را نیز می‌توان از جمله فعالیت‌های این شرکت دانست.

## فعالیت‌هایی صورت گرفته
- برگزاری نمایشگاه اختصاصی جمهوری اسلامی ایران در قرقیزستان در سال ۱۳۸۲
- برگزاری نمایشگاه اختصاصی جمهوری اسلامی ایران در قرقیزستان در سال ۱۳۸۳
- برگزاری نمایشگاه اختصاصی جمهوری اسلامی ایران در قرقیزستان در سال ۱۳۸۵
- اعزام هیئت تجاری – بازاریابی به عربستان سعودی در سال ۱۳۸۷
- اعزام هیئت تجاری – بازاریابی به چین در سال ۱۳۸۹
- اعزام هیئت تجاری – بازاریابی به مالزی – سنگاپور در سال ۱۳۸۹